# Listă de kickboxeri
Aceasta este o listă de kickboxeri profesioniști notabili (masculini). Lista include toți competitorii profesioniști, practicanți de arte marțiale ca kickboxing, muay thai, pradal serey, lethwei, savate, san shou și shoot boxing.
Cuprins: Început - 0–9 A B C D E F G H I J K L M N O P Q R S T U V W X Y Z

## A
- Thomas Adamandopoulos
- Serhiy Adamchuk
- Romie Adanza
- Benjamin Adegbuyi
- Israel Adesanya
- Peter Aerts
- James Veejaye Agathe
- Vitali Akhramenko
- Damien Alamos
- Riyadh Al-Azzawi
- Cosmo Alexandre
- Dennis Alexio
- Thomas Alizier
- Chingiz Allazov
- Hiromi Amada
- Andre "Dida" Amade
- Mosab Amrani
- Fabiano "Cyclone" Aoki
- Chalid Arrab
- Dzhabar Askerov
- Pacôme Assi
- Ionuț Atodiresei
- Fabrice Aurieng

## B
- Siyar Bahadurzada
- Xhavit Bajrami
- Gilbert Ballantine
- Ashwin Balrak
- Buakaw Banchamek
- Superbon Banchamek
- Steve Banks
- Mihai Barbu
- Phil Baroni
- Wayne Barrett
- Pat Barry
- Karim Bennoui
- Jamal Ben Saddik
- Yousri Belgaroui
- Dino Belošević
- Shemsi Beqiri
- Mike Bernardo
- Yuri Bessmertny
- Dmitry Bezus
- Fang Bian
- Dany Bill
- John Blackledge
- Randy Blake
- Josip Bodrozic
- Ulrik Bokeme
- Remy Bonjasky
- Marc de Bonte
- Francois Botha
- Ricardo van den Bos
- Mourad Bouzidi
- Sem Braan
- Bjorn Bregy
- Mladen Brestovac
- Paul Briggs
- Clifton Brown
- Igor Bugaenko
- Ilias Bulaid
- Curtis Bush

## C
- Redouan Cairo
- Allessandro Campagna
- Shane Campbell
- Lucien Carbin
- Shonie Carter
- Saulo Cavalari
- Donald Cerrone
- Faldir Chahbari
- Mikhail Chalykh
- Shane Chapman
- Rick Cheek
- In Jin Chi
- Hong Man Choi
- Gregory Choplin
- Billy Chow
- Lerdsila Chumpairtour
- Jomthong Chuwattana
- Lamsongkram Chuwattana
- Branko Cikatić
- Sebastian Ciobanu
- Randall "Tex" Cobb
- Roberto Cocco
- Vuyisile Colossa
- Carlos Condit
- Dale Cook
- Dewey Cooper
- Sebastian Cozmâncă
- Kit Cope
- Nathan Corbett
- César Córdoba
- Bruce Codron
- Abdarhmane Coulibaly
- Peter Cunningham

## D
- Sanny Dahlbeck
- Paul Daley
- Lloyd van Dams
- Raymond Daniels
- Lucian Danilencu
- Daniel Dawson
- Ramon Dekkers
- Erhan Deniz
- Murat Direkçi
- Cedric Doumbe
- Brian Douwes
- Gago Drago
- Michael Duut

## E
- Marvin Eastman
- Ben Edwards
- Regian Eersel
- Ibrahim El Bouni
- Eric Esch
- Dan Evensen
- Abdellah Ezbiri

## F
- Naruepol Fairtex
- Yodsanklai Fairtex
- Johann Fauveau
- Glaube Feitosa
- Francisco Filho
- Mirko Filipović
- Charles François
- Zane Frazier
- Yusuke Fujimoto
- Toshio Fujiwara

## G
- Nong-O Gaiyanghadao
- Milorad Gajović
- Mathias Gallo Cassarino
- Hicham El Gaoui
- Andrey Gerasimchuk
- Hesdy Gerges
- Karim Ghajji
- Daniel Ghiță
- Manson Gibson
- Kash Gill
- Frank Giorgi
- İbrahim Giydirir
- Michał Głogowski
- Konstantin Gluhov
- Massaro Glunder
- Rodney Glunder
- Enriko Gogokhia
- Evangelos Goussis
- Alex Gong
- Gary Goodridge
- Denis Grachev
- Ilya Grad
- Peter Graham
- Sam Greco
- Harut Grigorian
- Marat Grigorian
- Murthel Groenhart
- Olivier Gruner
- Pierre Guénette
- Brice Guidon
- Ali Gunyar
- Sergei Gur
- Vitaly Gurkov

## H
- Chahid Oulad El Hadj
- Mustapha Haida
- Liu Hailong
- Zinedine Hameur-Lain
- Dzianis Hancharonak
- Badr Hari
- Liam Harrison
- Lee Hasdell
- Erling Havnå
- Kenta Hayashi
- Topi Helin
- Javier Hernandez
- Ivan Hippolyte
- Ren Hiramoto
- Hiroya
- Russ Hogue
- Ky Hollenbeck
- Martin Holm
- Nieky Holzken
- Boy Boy Martin
- Hiraku Hori
- Ernesto Hoost
- Tomáš Hron
- Andy Hug
- Mark Hunt
- Dănuț Hurduc
- Ondřej Hutník

## I
- Mirel Iacob
- Ionuț Iftimoaie
- Alexey Ignashov
- Danyo Ilunga
- Toby Imada
- Guto Inocente
- Parviz Iskenderov

## J
- Ali Jacko
- Howard Jackson
- Dustin Jacoby
- Ian Jacobs
- Aziz Jahjah
- Duncan Airlie James
- Łukasz Jarosz
- Singh Jaideep
- Josh Jauncey
- Pawel Jedrzejczyk
- Qiu Jianliang
- Bai Jinbin
- Midhun Jith
- Panpayak Jitmuangnon
- Dragan Jovanović
- Yoel Judah
- Igor Jurković

## K
- Besim Kabashi
- Kaoklai Kaennorsing
- Leroy Kaestner
- Anuwat Kaewsamrit
- Nobuaki Kakuda
- Virgil Kalakoda
- Rob Kaman
- Ruslan Karaev
- Karapet Karapetyan
- Joakim Karlsson
- Dawid Kasperski
- Taiga Kawabe
- Enriko Kehl
- Freddy Kemayo
- Mohammed Khamal
- Batu Khasikov
- Sergei Kharitonov
- Jomhod Kiatadisak
- Petpanomrung Kiatmuu9
- Superlek Kiatmuu9
- Changpuek Kiatsongrit
- Yasuhiro Kido
- Minoru Kimura
- Taiei Kin
- Davit Kiria
- Takayuki Kohiruimaki
- Moussa Konaté
- Souleimane Konate
- Yoann Kongolo
- Andrei Kotsur
- Albert Kraus
- Rustemi Kreshnik
- Jörgen Kruth
- Roman Kryklia
- Alexei Kudin
- Andrei Kulebin
- Sergey Kulyaba
- Mladen Kujundžić
- Phet Utong Or. Kwanmuang
- Saeksan Or. Kwanmuang
- Fabio Kwasi
- Artur Kyshenko

## L
- Sergei Lascenko
- Ole Laursen
- Cung Le
- Jérôme Le Banner
- Su Hwan Lee
- Stefan Leko
- Gregorio Di Leo
- Jean-Claude Leuyer
- Artem Levin
- Joe Lewis
- Chuck Liddell
- Yohan Lidon
- Scott Lighty
- Chi Bin Lim
- Alviar Lima
- Mirdi Limani
- Chike Lindsay
- Raphaël Llodra
- Frank Lobman
- Jan Lomulder
- Ismael Londt
- Yi Long
- Stan Longinidis
- Coban Lookchaomaesaitong
- Jorge Loren
- Duane Ludwig
- Alexandru Lungu

## M
- Abdallah Mabel
- Bruce Macfie
- Keijiro Maeda
- Magomed Magomedov
- Suleyman Magomedov
- Eduardo Maiorino
- Petar Majstorovic
- Azem Maksutaj
- Malaipet
- Eduard Mammadov
- Cedric Manhoef
- Melvin Manhoef
- Simon Marcus
- D'Angelo Marshall
- Masato
- Sergej Maslobojev
- Ariel Mastov
- Alka Matewa
- Rob McCullough
- Michael McDonald
- Steve McKinnon
- James McSweeney
- Joerie Mes
- Guy Mezger
- Mohamed Mezouari
- Thiago Michel
- Felipe Micheletti
- Adelin Mihăilă
- Igor Mihaljević
- Toni Milanović
- Jarrell Miller
- Mark Miller
- Ludovic Millet
- Tun Tun Min
- Vladimir Mineev
- Vitor Miranda
- Haidar Mohammed
- Anatoly Moiseev
- Soren Monkongtong
- Vladimír Moravčík
- Remigijus Morkevičius
- Cătălin Moroșanu
- Vang Moua
- Gegard Mousasi
- Steve Moxon
- Chaz Mulkey
- Frank Muñoz
- Musashi
- Zack Mwekassa

## N
- Yuichiro Nagashima
- Hiroki Nakajima
- Tsuyoshi Nakasako
- Antz Nansen
- Jadamba Narantungalag
- Petro Nakonechnyi
- Marcio Navarro
- Alain Ngalani
- Chris Ngimbi
- Stéphane Nikiéma
- Anthony Njokuani
- Chidi Njokuani
- Masaaki Noiri
- Karl James Noons
- Jan Nortje

## O
- Arnold Oborotov
- Marcus Öberg
- Kenichi Ogata
- Andy Ologun
- Bobby Ologun
- Henri van Opstal
- Andrei Ostrovanu
- Alistair Overeem
- Valentijn Overeem
- Keiji Ozaki
- Yetkin Özkul

## P
- Nenad Pagonis
- Michael Page
- Pajonsuk
- Derek Panza
- Amancio Paraschiv
- Robert Parham
- Sahak Parparyan
- John Wayne Parr
- Costel Pașniciuc
- Samart Payakaroon
- Alex Pereira
- Marvin Perry
- Tosca Petridis
- Armen Petrosyan
- Giorgio Petrosyan
- Nicholas Pettas
- Seth Petruzelli
- James Phillips
- Eh Phoutong
- Mickael Piscitello
- Marek Piotrowski
- Fabio Pinca
- Marco Piqué
- Aleksandr Pitchkounov
- Slavo Polugic
- Buakaw Por.Pramuk
- Dževad Poturak
- Agron Preteni
- Saiyok Pumpanmuang

## Q
- Wang Qiang
- Patrice Quarteron

## R
- Goran Radonjic
- Ramazan Ramazanov
- José Reis
- Luis Reis
- Brad Riddell
- Levi Rigters
- Alessandro Riguccini
- Andy Ristie
- Bernard Robinson
- Wendell Roche
- Tsotne Rogava
- Christopher Romulo
- Robin van Roosmalen
- Shane del Rosario
- Kevin Rosier
- Kevin Ross
- Ben Rothwell
- Jeff Roufus
- Rick Roufus
- Fred Royers
- Jairzinho Rozenstruik
- Corneliu Rus
- Bas Rutten

## S
- Gökhan Saki
- Daniel Sam
- Zabit Samedov
- Daniil Sapljoshin
- Bob Sapp
- Masaaki Satake
- Yoshihiro Sato
- Tadashi Sawamura
- Junichi Sawayashiki
- Joe Schilling
- Semmy Schilt
- Ray Sefo
- Mark Selbee
- Dmitry Shakuta
- Frank Shamrock
- Kengo Shimizu
- Vasily Shish
- Hiroki Shishido
- Mighty Mo Siligia
- Jefferson Silva
- Anderson Silva
- Rayen Simson
- Sirimongkol Singwangcha
- Apidej Sit Hrun
- Nong-O Sit Or
- Kem Sitsongpeenong
- Sitthichai Sitsongpeenong
- Jean-Charles Skarbowsky
- Matt Skelton
- Paul Slowinski
- Peter Smit
- Maurice Smith
- Patrick Smith
- Yoshiji Soeno
- Saenchai Sor Kingstar
- Sudsakorn Sor Klinmee
- Bovy Sor Udomson
- Jan Soukup
- Andy Souwer
- Cristian Spetcu
- Tyrone Spong
- Ivan Stanić
- Alexander Stetsurenko
- Warren Stevelmans
- Giannis Stoforidis
- Andrei Stoica
- Bogdan Stoica
- Ivan Strugar
- Stephane Susperregui
- Jason Suttie
- Alain Sylvestre

## T
- Sinbi Taewoong
- Jordan Tai
- Kozo Takeda
- Andrew Tate
- Luis Tavares
- Ewerton Teixeira
- Dieselnoi Chor Thanasukarn
- Jean-Yves Thériault
- Tim Thomas
- Michael Thompson
- Andrew Thomson
- Derek Thomson
- Turpal Tokaev
- Hideo Tokoro
- Marko Tomasović
- Gregory Tony
- Jerry Trimble
- Gary Turner
- Wayne Turner

## Ț
- Constantin Țuțu

## U
- Perry Ubeda
- Benny Urquidez
- Alexander Ustinov

## V
- Artem Vakhitov
- Bart Vale
- Dmitry Valent
- Joseph Valtellini
- Gabriel Varga
- Peter Varga
- Erkan Varol
- Valdrin Vatnikaj
- Petr Vondracek
- Igor Vovchanchyn
- Jean-Claude Van Damme
- Jayson Vemoa
- A.J. Verel
- Rico Verhoeven
- Filip Verlinden
- Stjepan Veselic
- Farid Villaume
- Doug Viney
- Ginty Vrede
- Erlandas Vyte

## W
- Steven Wakeling
- Bill Wallace
- Brecht Wallis
- Nicolas Wamba
- James Warring
- Hinata Watanabe
- Kazuhisa Watanabe
- Jordan Watson
- Adam Watt
- Priest West
- Sergio Wielzen
- Carter Williams
- Jahfarr Wilnis
- Jason Wilnis
- Don "The Dragon" Wilson
- Donovan Wisse
- Orono Wor Petchpun

## X
- Xu Yan

## Y
- Şahin Yakut
- Masahiro Yamamoto
- Norifumi Yamamoto
- Yuya Yamamoto
- Tetsuya Yamato
- Terutomo Yamazaki
- Ryūshi Yanagisawa
- Serkan Yilmaz
- Gilbert Yvel

## Z
- Kim Khan Zaki
- Mike Zambidis
- Amir Zeyada
- Pavel Zhuravlev
- Stevan Živković
- Kristaps Zile
- Errol Zimmerman
- Cătălin Zmărăndescu
- Henriques Zowa